# Кэныльчор
Кэныльчор — река в России, протекает по территории Ямало-Ненецкого АО. Устье реки находится в 82 км по правому берегу реки Малая Ширта. Длина реки составляет 37 км.

## Данные водного реестра
По данным государственного водного реестра России относится к Нижнеобскому бассейновому округу, водохозяйственный участок реки — Таз. Речной бассейн реки — Таз.
Код объекта в государственном водном реестре — 15050000112115300065185.